# نادي جنوب بغداد
نادي جنوب بغداد الرياضي هو فريق كرة قدم عراقي مقره في اللطيفية، بغداد، يلعب في الدوري العراقي الدرجة الثالثة.

## روابط خارجية
- نادي جنوب بغداد على موقع Goalzz.com
- أندية العراق - تواريخ التأسيس